# 孜桂错
孜桂错（藏語：རྩིད་སྐུད་མཚོ，威利转写：rtsid skud mtsho，THL：Tsikü Tso）位于中国西藏自治区那曲市尼玛县境内，地处尼玛县东部，湖面海拔4645米，面积73平方公里。属于色林错水系，东南承接格仁错来水，湖水经北部的私荣臧布出流泄入吴如错。